# Politiske partier i Belgien
Dette er en liste over politiske partier i Belgien.
Belgien har et føderalt system, hvor at de forskellige delstater har deres eget parliament, samt er det er føderalt parlament.
De forskellige partier stiller kun op i den ene af landets delstater, bortset fra Arbejderpartiet, som stiller op i både Vallonien og Flandern.
I underhuset, overhuset, Bruxelles parlamentet og Europa-Parlamentet er et hvis antal af pladserne øremærket til de forskellige grupper.
- Underhuset består af 150 medlemmer, hvorfra 89 vælges fra de flamsk-sproget provinser og 61 vælges fra de fransk-sproget provinser.
- Bruxelles parlamentet består af 89 medlemmer, hvorfra 17 vælges fra de flamsk-sproget kommuner og 72 vælges fra de fransk-sproget kommuner.
- Belgien har 21 medlemmer af Europa-Parlamentet, hvorfra 12 vælges fra de flamsk-sproget provinser, 8 vælges fra de fransk-sproget provinser og 1 vælges af den tyske minoritet i Vallonien.

| Navn                                 | Navn     | Navn på dansk                  | Formand         | Politisk position               | Ideologi                                                | Underhuset | Overhuset | Overhuset | Flamske parlament | Flamske parlament | Bruxelles parlamentet | Europa-Parlamentet |
| ------------------------------------ | -------- | ------------------------------ | --------------- | ------------------------------- | ------------------------------------------------------- | ---------- | --------- | --------- | ----------------- | ----------------- | --------------------- | ------------------ |
| Nieuw-Vlaamse Alliantie              | N-VA     | Ny-Flamske Alliance            | Bart De Wever   | Centrum-højre til højrefløj     | Flamsk nationalisme Regionalisme, Konservatisme         | 25 / 150   | 9 / 60    | 9 / 60    | 35 / 124          | 35 / 124          | 3 / 89                | 3 / 21             |
| Vlaams Belang                        | VB       | Flamsk Interesse               | Tom Van Grieken | Højrefløj                       | Flamsk nationalisme, Separatisme, Nationalkonservatisme | 18 / 150   | 7 / 60    | 7 / 60    | 23 / 124          | 23 / 124          | 1 / 89                | 3 / 21             |
| Christen-Democratisch en Vlaams      | CV&V     | Kristendemokratisk og Flamsk   | Joachim Coens   | Centrum-højre                   | Kristendemokrati                                        | 12 / 150   | 5 / 60    | 5 / 60    | 19 / 124          | 19 / 124          | 1 / 89                | 2 / 21             |
| Open Vlaamse Liberalen en Democraten | Open VLD | Flamske Liberale og Demokrater | Egbert Lachaert | Centrum til Centrum-højre       | Liberalisme, Liberalkonservatisme                       | 12 / 150   | 5 / 60    | 5 / 60    | 16 / 124          | 16 / 124          | 3 / 89                | 2 / 21             |
| Vooruit                              | Vooruit  | Fremad                         | Conner Rousseau | Centrum-venstre                 | Socialdemokratisme                                      | 9 / 150    | 4 / 60    | 4 / 60    | 13 / 124          | 13 / 124          | 3 / 89                | 1 / 21             |
| Groen                                | Groen    | Grøn                           | Meyrem Almaci   | Centrum-venstre til venstrefløj | Grøn ideologi, Multikulturalisme, Progressivisme        | 8 / 150    | 4 / 60    | 4 / 60    | 14 / 124          | 14 / 124          | 4 / 89                | 1 / 21             |

| Navn                              | Navn  | Navn på dansk                   | Formand                          | Politisk position               | Ideologi                          | Underhuset | Overhuset | Valloniens parlament | Valloniens parlament | Bruxelles parlamentet | Fransk-talende parlament | Europa-Parlamentet |
| --------------------------------- | ----- | ------------------------------- | -------------------------------- | ------------------------------- | --------------------------------- | ---------- | --------- | -------------------- | -------------------- | --------------------- | ------------------------ | ------------------ |
| Parti Socialiste                  | PS    | Socialistpartiet                | Paul Magnette                    | Centrum-venstre                 | Socialdemokratisme                | 20 / 150   | 7 / 60    | 23 / 75              | 23 / 75              | 17 / 89               | 28 / 94                  | 2 / 21             |
| Mouvement Réformateur             | MR    | Reformbevægelsen                | Georges-Louis Bouchez            | Centrum-højre                   | Liberalisme, Liberalkonservatisme | 14 / 150   | 8 / 60    | 20 / 75              | 20 / 75              | 18 / 89               | 30 / 94                  | 2 / 21             |
| Ecolo                             | Ecolo | Øko                             | Jean-Marc Nollet & Rajae Maouane | Centrum-venstre til venstrefløj | Grøn ideologi, Progressivisme     | 13 / 150   | 5 / 60    | 12 / 75              | 12 / 75              | 15 / 89               | 16 / 94                  | 2 / 21             |
| Centre Démocrate Humaniste        | cdH   | Humanistisk Demokratisk Centrum | Maxime Prévot                    | Centrum-højre                   | Kristendemokrati                  | 5 / 150    | 4 / 60    | 10 / 75              | 10 / 75              | 6 / 89                | 11 / 94                  | 1 / 21             |
| Démocrate Fédéraliste Indépendant | DéFI  | Demokrat, Føderalist, Uafhængig | François De Smet                 | Centrum til Centrum-højre       | Regionalisme, Liberalisme,        | 2 / 150    | 0 / 60    | 0 / 75               | 0 / 75               | 10 / 89               | 3 / 94                   | 0 / 21             |

| Navn                                                         | Navn     | Navn på dansk          | Formand       | Politisk position | Ideologi                         | Underhuset | Overhuset | Flamske parlament | Valloniens parlament | Fransk-talende parlament | Bruxelles parlamentet | Europa-Parlamentet                      |
| ------------------------------------------------------------ | -------- | ---------------------- | ------------- | ----------------- | -------------------------------- | ---------- | --------- | ----------------- | -------------------- | ------------------------ | --------------------- | --------------------------------------- |
| Partij van de Arbeid van België Parti du Travail de Belgique | PVDA PTB | Belgiens Arbejderparti | Peter Mertens | Venstrefløj       | Socialisme, Kommunisme, Marxisme | 12 / 150   | 5 / 60    | 4 / 124           | 10 / 75              | 13 / 94                  | 11 / 89               | 1 / 21Valgt i fransk-sproget Vallonien. |

| Navn                                | Navn   | Navn på dansk                    | Moderparti                 | Politisk position               | Ideologi                                                          | Tysk-talende parlament | Europa-Parlamentet |
| ----------------------------------- | ------ | -------------------------------- | -------------------------- | ------------------------------- | ----------------------------------------------------------------- | ---------------------- | ------------------ |
| Christlich Soziale Partei           | CSP    | Kristen Socialparti              | Centre Démocrate Humaniste | Centrum-højre                   | Kristendemokrati                                                  | 6 / 25                 | 1 / 21             |
| ProDG                               | ProDG  | ProDG                            | -                          | Centrum-højre                   | Regionalisme, Tysk-talende minoritets interesse, Kristendemokrati | 6 / 25                 | 0 / 21             |
| Partei für Freiheit und Fortschritt | PFF    | Partiet for Frihed og Fremskridt | Mouvement Réformateur      | Centrum-højre                   | Liberalisme, Liberalkonservatisme                                 | 4 / 25                 | 0 / 21             |
| Sozialistische Partei               | SP     | Socialistpartiet                 | Parti Socialiste           | Centrum-venstre                 | Socialdemokratisme                                                | 4 / 25                 | 0 / 21             |
| Ecolo                               | Ecolo  | Øko                              | Ecolo                      | Centrum-venstre til venstrefløj | Grøn ideologi, Progressivisme                                     | 3 / 25                 | 0 / 21             |
| Vivant                              | Vivant | Levende                          | -                          | Centrum til Centrum-højre       | Socialliberalisme                                                 | 3 / 25                 | 0 / 21             |

De tysk-talende partier stiller ikke op nationalt, og har ikke nogen øremærket pladser i under- og overhuset. Derfor fungerer de fleste af de tysk-sproget partier som en del af en af de fransk-sproget partier, i det at størstedelen af den tysk-talende minoritet bor i den østlige del af provinsen Liège, som ligger i den hovedsageligt fransk-talende region Vallonien.